# 中華人民共和国国防法
中華人民共和国国防法（ちゅうかじんみんきょうわこくこくぼうほう）は、中華人民共和国憲法の国防に関する原則事項を具体化し国防の基本原則を定めた法律。2020年12月26日に全国人民代表大会常務委員会で改正法案が採択され改定された。本法律が1997年に制定されてから2度目の改正となる。同改正法は2021年1月1日に施行された。

## 概要
国防組織の役割と定義、国家と国防組織の関係、国家機構の国防における権限、中華人民共和国の公民と民間組織の国防に対する義務と権利、軍人の義務と権利、軍事外交など、国防の基本原則を規定している。

## 沿革
当法律は、1997年3月14日に第8期全国人民代表大会第5回会議で採択され、即日施行された。
2009年8月27日に第11期全国人民代表大会常務委員会第10回会議で採択された《関于修改部分法律的决定（一部法律の修正に関する決定）》に基づき、当法律の第48条（徴用に関する条文）が修正された。
2020年12月26日に第13期全国人民代表大会常務委員会第24回会議で改正法案が議決され国防法は改正された。改正法は2021年1月1日に施行された。修正54条、追加6条、削除3条に及ぶ大改正であった。

## 条文
- 第1章「総則」（第1条から第11条）
- 第2章「国家機構の国防に関する職権」（第12条から第19条）
- 第3章「武装力」（第20条から第29条）
- 第4章「辺境防衛、海上防衛、防空、及びその他の重要な安全領域の防衛」（第30条から第32条）
- 第5章「国防科学研究生産と軍事調達」（第33条から第38条）
- 第6章「国防経費と国防資産」（第39条から第42条）
- 第7章「国防教育」（第43条から第46条）
- 第8章「国防動員と戦争状態」（第47条から第52条）
- 第9章「公民、組織の国防義務と権利」（第53条から第58条）
- 第10章「軍人の義務と権利」（第59条から第66条）
- 第11章「対外軍事関係」（第67条から第70条）
- 第12章「附則」（第71条から73条）

## 法律の概要
改正国防法は12章73条からなる。第4章の表題が「辺境防衛、海上防衛、防空」から「辺境防衛、海上防衛、防空、及びその他の重要な安全領域の防衛」に、第5章の表題が「国防科学研究生産と軍事発注」から「国防科学研究生産と軍事調達」に変わった。章の数については増減はない。

## 総則

### 立法趣旨
「国防を建設し、強固なものとし、かつ社会主義現代化建設の順調な進行を保障するため、憲法に基づき、この法律を制定する。」（旧法第1条）から「国防を建設し、強固なものとし、かつ改革開放と社会主義現代化建設の順調な進行を保障し、中華民族の偉大な復興を実現するため、憲法に基づき、この法律を制定する。」（改正法第1条）に改められている。

### 適用範囲
「国家が侵略を防備し、およびこれに抵抗し、武装転覆活動を制止し、国家の主権、統一、領土の保全および安全を保衛するためにする軍事活動並びに軍事と関係する政治、経済、外交、科学技術および教育などの分野の活動は、この法律を適用する。」（旧法第2条）から「国家が侵略を防備し、およびこれに抵抗し、武装転覆活動および分裂活動を制止し、国家の主権、統一、領土の保全、安全および発展利益を保衛するためにする軍事活動並びに軍事と関係する政治、経済、外交、科学技術および教育などの分野の活動は、この法律を適用する。」（改正法第2条）に改められている。適用される軍事活動および軍事関連活動の目的として新たに「（国家）分裂活動の制止」および「（国家の）発展利益の保衛」が加えられた。本条文は本法律の適用範囲が軍事分野だけでなく軍事と関係のある政治、経済、外交、科学技術および教育など様々な分野におよぶ広範なものであることを示している（所謂、習近平の掲げる「総体国家安全観」に基づく国家安全の定義と重なる）。

### 政治思想と理論・軍事思想・国家安全保障の理念・軍事戦略の方針・国防建設の目標
第4条では「国防活動では、マルクス・レーニン主義、毛沢東思想、鄧小平理論、「三つの代表」の重要思想、科学的発展観、習近平による新時代の中国の特色ある社会主義思想の指導を堅持し、習近平の強軍思想を貫徹し、総体国家安全観を堅持し、新時代の軍事戦略の方針を貫徹し、我が国の国際的地位に相応しい、国家の安全と発展利益に相応しい、強固な国防と強大な武装力を建設する。」と新たに規定した。

### 発展利益
上述の「発展利益」については本法律において具体的に定義されていないが、2019年7月に中国が公表した国防白書「新時代の中国の国防」において「発展利益」という語が用いられている。白書の第二章「新時代の中国の防御的国防政策」において以下のように言及している。
「国家の主権、安全、発展利益を断固として擁護する。これが新時代の中国の国防の基本的な目標である。侵略を阻止・抵抗し、国家の政治的安全、人民の安全、社会の安定を守り、『台湾独立』に反対して封じ込め、『チベット独立』、『東トルキスタン』などの分離勢力を取締り、国家の主権、統一、領土の完全性、安全を守る。国家の海洋権益を擁護し、宇宙、電磁、サイバー空間における国家の安全利益を擁護し、国家の海外利益を擁護し、国家の持続可能な発展を支援する。」
以上のように記されており、これらから「発展利益」とは以下の項目と関連があるものと推定される。
- 国家の海洋権益
- 宇宙、電磁、サイバー空間における国家の安全利益
- 国家の海外利益

しかし、国防法において定義がされていないため、曖昧であり如何様にも解釈がなされる可能性がある。

## 国家機構の国防に関する職権

### 国務院の職権
国務院が指導・管理する動員業務の内、人民武装動員の分野の関連業務が改正法では削除されている。（旧法第12条5号と改正法第14条5号）
国務院が指導・管理する退役軍人に関係する業務の名称が「安定配置」から「保障」に改められている。（旧法第12条6号と改正法第14条6号）
国務院が中央軍事委員会と共同で指導する業務の内、改正法では「中国人民武装警察部隊の建設、徴兵」および「予備役」が削除され、新たに「その他の重大な安全領域の防衛」が付け加えられた。これは習近平の軍制改革に伴う党中央と中央軍事委員会の統一指導体制の強化を反映したものである。兵役業務に関しては習近平の軍制改革の内容と整合させるため今後「兵役法」の改正が行われるものと考えられる。（旧法第12条7号と改正法第14条7号）
新たに付け加えられた「その他の重大な安全領域の防衛」については、第4章第30条第2段に規定される「（省略）宇宙、電磁、サイバー空間等のその他の重要な安全領域（省略）」の防衛と考えられる。
国務院は、国防建設事業を指導し、及び管理し、次の職権を行使する（改正法第14条）。
1. 国防建設の関係する発展の規画及び計画を編成すること。
2. 国防建設分野の関係する政策及び行政法規を制定すること。
3. 国防科学研究生産を指導し、及び管理すること。
4. 国防経費及び国防資産を管理すること。
5. 国民経済動員業務並びに人民防空及び国防交通等の分野の建設並びに組織が実施する業務を指導し、及び管理する事。
6. 軍隊擁護・軍人家族優待業務及び退役軍人の保障業務を指導し、及び管理すること。
7. 中央軍事委員会と共同して民兵の建設、徴兵業務、国境防衛、沿海防衛及び領空防衛及びその他の重要な安全領域の防衛の管理業務を指導すること。
8. 法律規定の国防建設事業と関係するその他の職権

### 中央軍事委員会の職権
中央軍事委員会が建設を指導・管理し、規画・計画を制定・実施する全国の武装力として、中国人民武装警察部隊が加えられている。（旧法第13条3号と改正法第15条3号）
中央軍事委員会が体制・編制を決定する全国の武装力として、中国人民武装警察部隊が加えられている。（旧法第13条6号と改正法第15条6号）
人民武装動員業務および予備役業務は「中央軍事委員会と国務院との共同の指導・管理」から「中央軍事委員会の指導・管理」に改められている。（改正法第15条10号）
中央軍事委員会の職権に「国際的軍事交流・協力の組織・展開」が加えられている。（改正法第15条11号）
改正法第16条では「中央軍事委員会は主席責任制を実行する。」との条文が定められた。これは憲法第93条第3項と同じ規定であり、中央軍事委員会会議の最終決定権は中央軍事委員会主席が持つことが国防法にも明文化された。（改正法第16条）
中央軍事委員会は全国の武装力を指導し、次の職権を行使する（改正法第15条）。
1. 全国の武装力を統一指揮すること。
2. 軍事戦略及び武装力の作戦方針を決定すること。
3. 中国人民解放軍及び中国人民武装警察部隊の建設を指導し、及び管理し、規画及び計画を制定し、かつ、実施を組織すること。
4. 全国人民代表大会又は全国人民代表大会常務委員会に対して議案を提出すること。
5. 憲法及び法律に基づき、軍事法規を制定し、決定及び命令を発布すること。
6. 中国人民解放軍及び中国人民武装警察部隊の体制及び編制を決定し、中央軍事委員会の機関部門、戦区、軍兵種及び中国人民武装警察部隊等の単位の任務及び職責を定めること。
7. 法律及び軍事法規の規定により、武装力の成員を任免し、養成・訓練し、考査し、及び賞罰すること。
8. 武装力の武器装備体制を決定し、武器装備発展の規画及び計画を制定し、国務院に協力して国防科学研究生産を指導し、及び管理すること。
9. 国務院とともに国防経費及び国防資産を管理すること。
10. 人民武装動員及び予備役業務を指導し、及び管理すること。
11. 国際軍事交流と協力を組織し展開すること。
12. 法律規定のその他の職権

### 中央国家機関と中央軍事委員会の協調メカニズム
旧法律は「国務院と中央軍事委員会は情況に応じて協調会議を開催し、国防事務の関する問題を解決できる。」と定めていたが、改正法は「中央国家機関と中央軍事委員会機関の関係部門は情況に応じて会議を開催し、関係する国防事務の問題について協調して解決できる。」と改められており、国防事務の問題に対する協調メカニズムは実務を行う中央国家機関・中央軍事委員会の官僚機構が行う事に改められている。（旧法第14条と改正法第17条）

### 地方各級人民政府の職権
地方各級人民政府が管理する業務の分野に関し、「予備役」「国防教育」が削除され業務の分野から外れ、「退役軍人の安定配置」が「退役軍人の保障」に改められている。（旧法第15条第2項、改正法第18条第2項）

## 武装力

### 武装力の構成
「中華人民共和国の武装力は中国人民解放軍現役部隊、予備役部隊、中国人民武装警察部隊および民兵で構成される。」から「中華人民共和国の武装力は中国人民解放軍、中国人民武装警察部隊、民兵で構成される。」に改められている。（旧法第22条、改正法第22条）

### 人民解放軍の全般任務
改正法では「中国人民解放軍の（中略）新時代における使命任務は中国共産党の指導および社会主義制度を強固にし、国家の主権、統一、領土の完全性を守り、世界の平和・発展を促進し、戦略的に支援することである。」と記し、現役部隊、予備役部隊を合わせた中国人民解放軍全体の任務が新たに規定された。（第22条2段目）

### 人民解放軍現役部隊の任務
中国人民解放軍現役部隊の任務に関しては、「現役部隊は国家の常備軍であり、主に防衛作戦任務を担当し」と規定し、続けて旧法は「必要のある場合、法律の規定に従い社会秩序の維持に協力することができる。」と規定していたが、改正法では「規定に従い非戦争軍事行動任務を執行する。」に改められている。（第22条2段目）

### 人民解放軍予備役部隊の任務
中国人民解放軍予備役部隊の任務に関しては、「予備役部隊は平時は規定に従い訓練を行い」と規定し、続けて旧法は「必要がある場合、法律の規定に従い社会秩序の維持に協力することができる。」と規定していたが、改正法では「防衛作戦任務および非戦争軍事行動任務を遂行する。」に改められている。改正法では、予備役部隊の動員令発令後の現役部隊への移行は「中央軍事委員会の命令に基づいて」行われることが明文化されている。（第22条2段目）

### 人民武装警察部隊の任務
旧法律では「国務院、中央軍事委員会の指導指揮の下で、国家が付与する安全保衛任務に責任を負い社会秩序を維持する。」と規定していたが、改正法では「職務執行、突発社会安全事件の処理、テロ活動の防止と処理、海洋主権と権益の擁護のための法執行、応急救援および防衛作戦、並びに中央軍事委員会が付与するその他の任務に責任を負う。」と改められ、人民武装警察部隊の多様な任務が明文化されている。（第22条3段目）

### 民兵の任務
旧法律では「戦備勤務、防衛作戦任務に責任を負い、社会秩序維持に協力する。」と規定していたが、改正法では「戦備勤務、非戦争軍事行動任務および防衛作戦任務の執行に責任を負う。」と改められている。（第22条4段目）

### 非戦争軍事行動
「非戦争軍事行動」の定義については『人民武装警察法』第10条で「（省略）応急救援・社会秩序維持と突発事件処理・共同の訓練及び演習等の非戦争軍事行動に共同参加する場合は（省略）」と規定されており、この定義が準用されるものと考えられるが、改正国防法には定義されておらず如何様にも解釈が可能であり曖昧である。

### 武装力の規模
旧法律では「武装力の規模は国家の安全と利益を保衛する必要に適応しなければならない」と規定されていたが、改正法では「武装力の規模は国家の主権、安全および発展利益を保衛する必要に適応しなければならない」と規定され、「国家主権」が加えられ「国家利益」が「国家発展利益」に変更された。（旧法第23条、改正法第25条）

### 階級制度
改正法では「中国人民解放軍、中国人民武装警察は法律の規定により階級制度を実行する」と改められた。既に「中国人民解放軍軍官軍衛条例」、「中国人民武装警察部隊が実行する警官警衛制度の具体弁法」並びに国務院及び中央軍事委員会等の関連規定は定められていたが、中国人民武装警察も階級制度を実効することを法律（国防法）にも明文化したことになる。（旧法第24条第2段、改正法第26条第2段）

## 国防活動の新たな領域
旧法第26条では「中華人民共和国の領土、内水、領海、領空は神聖にして侵すべからざるものである。国家は辺境防衛、海防と防空の建設を強化し、有効的な防衛と管理の措置をとり、領土、内水、領海および領空の安全を防衛し、国家の海洋権益を擁護する」と規定していたが、改正法第30条では「中華人民共和国の領土、領水、領空は神聖にして侵すべからざるものである。国家は強力で安定した近代的な辺境防衛、海防と防空を建設し、有効的な防衛と管理の措置をとり、領土、領水および領空の安全を防衛し、国家の海洋権益を擁護する」と規定し、強力で安定した近代的な軍隊建設の意思を強調している。

### 新たな活動領域
改正法第30条第2段には「国家は必要な措置をとり、宇宙、電磁、サイバー空間等のその他の重要な安全領域における活動、資産およびその他の利益の安全を維持する」と規定し、新たな活動領域について明文化した。

## 国防動員

### 国防動員の要件
第48条では「中華人民共和国の主権、統一、領土の完全性、安全及び発展利益が脅かされた時は、国家は憲法と法律の規定に従い、全国の総動員又は一部動員を遂行する。」と規定し、国防動員を実施する場合の要件として新たに「発展利益が脅かされた時」が追加された。